# Libanotis sibirica
Libanotis sibirica är en flockblommig växtart som först beskrevs av Carl von Linné, och fick sitt nu gällande namn av Carl Anton von Meyer. Libanotis sibirica ingår i släktet Libanotis och familjen flockblommiga växter. Inga underarter finns listade i Catalogue of Life.